# Шілімов Віктор Євгенович
Віктор Євгенович Шілімов — капітан Державного бюро розслідувань, учасник російсько-української війни, що відзначився під час російського вторгнення в Україну 2022 року, Герой України з врученням ордена «Золота Зірка» (2022).

## Російське вторгнення (2022)
Капітан Державного бюро розслідувань Віктор Шілімов, у взаємодії з ГУР у період з 28 лютого до 4 березня 2022 року виконував бойові завдання зі взяття та утримання бойових позицій у місті Бучі та селищі Гостомель на Київщині. У складі зведеного підрозділу прийняв бій у Гостомелі та знищив ворожу БМД. У березні був залучений до забезпечення оборони Чернігівського напрямку, зокрема проводив розвідку та визначав координати для артилерії. Завдяки цьому було завдано значних втрат противнику в особовому складі та техніці, ліквідовано ворожого командира з позивним «Гора» та штаб угрупування ворожих сил.

## Нагороди
- звання «Герой України» з врученням ордена «Золота Зірка» (2 квітня 2022) — за особисту мужність і героїзм, виявлені у захисті державного суверенітету та територіальної цілісності України, вірність військовій присязі[2].